# Ulrike Meinhof
Ulrike Marie Meinhof (Oldenburg, 1934. október 7. – Stuttgart, 1976. május 9.) nyugatnémet újságírónő, a Vörös Hadsereg Frakció nevű terrorista csoport alapítója és egyik fő ideológusa. A részvételével lezajlott akciók négy halálos áldozatot követeltek. 1972-ben elfogták és bebörtönözték, 1976-ban cellájában öngyilkosságot követett el.

## Élete

### Pályakezdet
Ulrike Meinhof a kultúrtörténész Werner Meinhof lányaként született az alsó-szász Oldenburgban. Gyermekkorának nagy részét az egykori hercegi székhelyen töltötte, majd édesapja munkahelyváltásával Jénába került. 1940-ben édesapja rákban elhunyt, édesanyja Ulrikét is kultúrtörténészi pályára küldte. Ekkor került először kapcsolatba Renate Riemeckkel, a későbbi békeaktivistával. Riemeck fontos bizalmasa lett Meinhofnak. Ulrike 11 évesen Jénában élte meg a háború végét és az amerikai csapatok bevonulását. Az elpusztult városból a könnyebb életkörülmények reményében a család előbb a bajorországi Bad Barmbekbe, majd újból Oldenburgba költözött. Meinhof édesanyja 1948-ban elhunyt, a 14 éves Ulrike és nővérének nevelését Renate Riemeck vállalta magára. 1955-ben Meinhof sikeres érettségi vizsgát tett egy weilburgi iskolában, ahol ő alapította a napjainkban is „Spektrum” címmel megjelenő iskolaújságot.
1955 őszén a Marburgi Egyetemen germanisztikát, filozófiát, pedagógiát és szociológiát hallgatott és itt kötelezte el magát az evangélikus reformmozgalom mellett. 1957-ben átiratkozott egy münsteri egyetemre, ahol csatlakozott a baloldali Német Szocialista Diákszövetséghez, és a Konrad Adenauer atomfegyverkezési tervei ellen tiltakozó Anti-Atomtod-Ausschusses szerveződés szóvivőjeként is szerepelt. 1958-ban belépett az alkotmánybíróság által betiltott és illegalitásban működő KPD-be.

### Újságírói pályafutása
Ulrike Meinhof 1957 és 1969 között a konkret című baloldali folyóirat munkatársaként dolgozott, 1960 és 1964 között főszerkesztőként. Ebben az időben lett a nyugatnémet baloldal egyik szimbolikus arca, számos tüntetésen és egyéb rendezvényen vett részt. 1961-ben feleségül ment Klaus Rainer Röhlhöz, a konkret kiadójához, házasságukból két ikergyermek született, Regine és Bettina Röhl. 1967 végén a házaspár elvált, Meinhof pedig a két ötéves kislánnyal Nyugat-Berlinbe költözött. Bírósági tudósítóként megismerkedett Andreas Baaderrel és Gudrun Ensslinnel.

### Fordulat a radikálisok felé
A Rudi Dutschke elleni merényletet követően a konkret lapjain megjelent publicisztikájában már későbbi radikalizálódásának előjeleit olvashatjuk:

„Tiltakozás az, amikor megmondom, hogy ez meg ez nekem nem tetszik. Ellenállás az, amikor teszek róla, hogy az, ami nekem nem tetszik, az többet ne létezzen. (…) Hasonlóról, (…)a Fekete Erő Mozgalomról hallhattunk egy feketétől a februári berlini Vietnam-konferencián.
 A szóbeli tiltakozás és a fizikai ellenállás közötti határt a Rudi Dutschke-merénylet elleni tiltakozások során elsőként – nem csak jelképesen, hanem ténylegesen is – tömegesen lépték át. 
 Csak az után, hogy megmutattuk, hogy a csődöt mondottakon kívül – demonstrációk, tiltakozó rendezvények, stb, amelyek a Rudi Dutschke elleni merényletet nem tudták megakadályozni – más eszközeink is vannak, csak akkor, amikor a hagyományok és akadályok korlátait felrobbantottuk, csak akkor szabad és kell a hatalomról és "ellenhatalomról" beszélnünk. Az ellenhatalom, amint azt a húsvét környékén megmutatkozott nem alkalmas arra, hogy rokonszenvet keltsen, nem alkalmas arra, hogy beijedt liberálisokat a parlamenten kívüli ellenzék oldalára csábítson. Hogy hatalommá válhasson, az ellenhatalom útja veszélyeken át vezet, ahol a rendőri brutalitást a megalkuvó törvények támogatják, ahol a tehetetlen düh a maradék észszerűséget is eltörli, ahol a rendőrség paramilitáns bevetésére paramilitáns eszközökkel válaszolnak.
 A tréfák ideje lejárt.”

A Vörös Hadsereg Frakció jelképe vörös csillaggal és Heckler & Koch MP5-ös géppisztollyal

1970-ben még részt vett egy tévéfilm forgatókönyvének megírásában, amelyben a gyermekotthoni nevelés autoriter eszközeit kritizálta. A filmben az önkényes bánásmód az otthon lakóinak lázadásához vezet, amelyet Meinhof az osztályharc egy formájaként kívánt láttatni.

### Fegyveres gerillaharc
Meinhof az elkövetkezendő időszakban egyre radikálisabb lett, elveszítette minden kompromisszumra való hajlamát. 1970. május 14-én részt vett Andreas Baader kiszabadításában. Ez az akció jelentette a Vörös Hadsereg Frakció megalakulását, ettől kezdve Meinhofot folyamatosan kereste a rendőrség. Számos bankrablásban és négy robbantásos merénylet végrehajtásában vett részt, amelyek négy halálos áldozat mellett 50-nél több sebesültet követeltek. Meinhof írta a RAF harci felhívásait, amelyek a szervezet fegyveres harcának ideológiai alátámasztását szolgálták.
Az illegalitásban tevékenykedő Meinhof nem akarta gyermekeinek nevelését édesapjukra bízni. Kívánsága az volt, hogy gyermekeit a nővére nevelje föl, ám azok végül mégis édesapjukhoz kerültek.

### Letartóztatása és halála

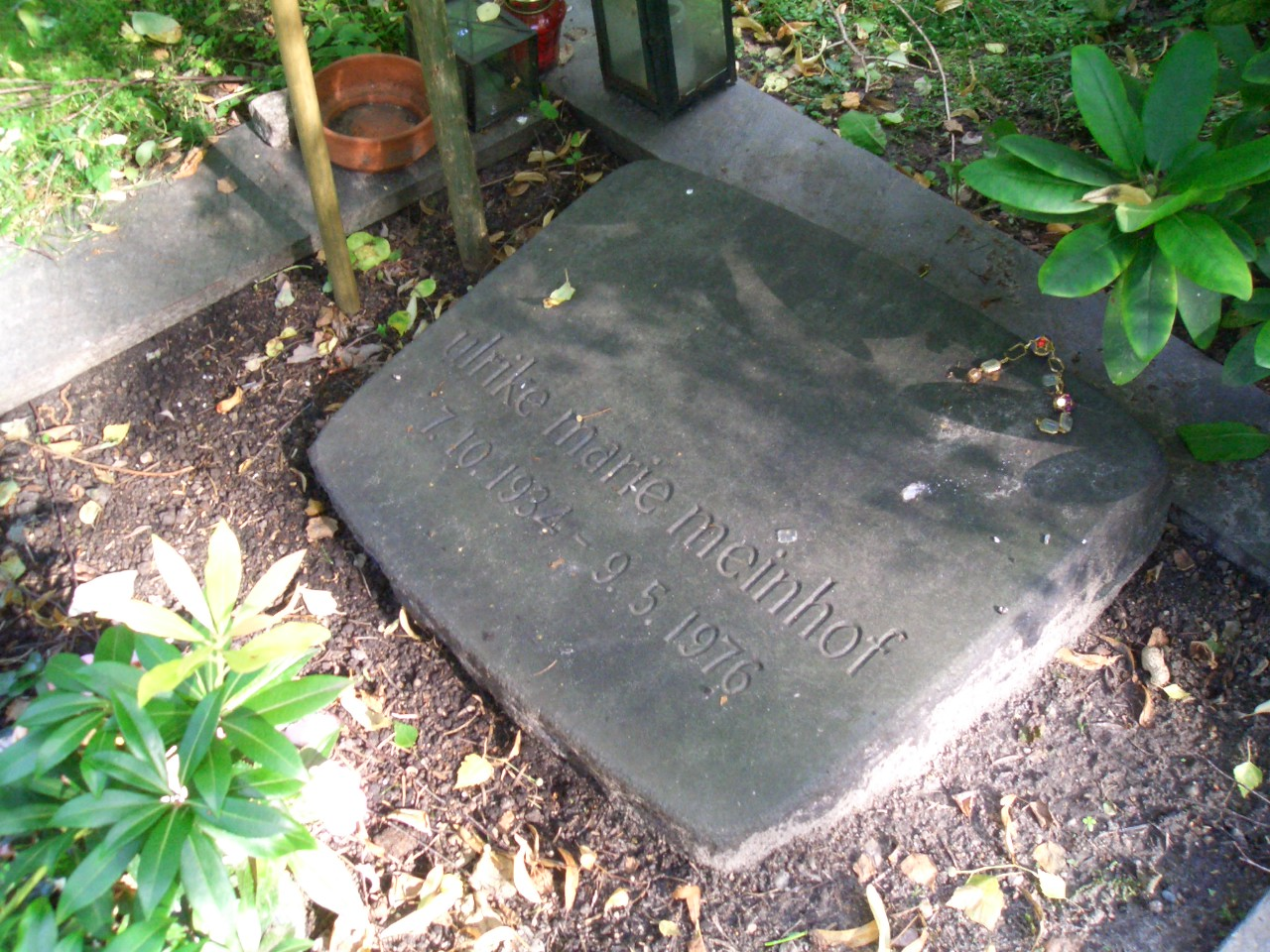
Ulrike Meinhof sírja Berlinben

1972. június 15-én Langenhagen városka rendőrségére bejelentés érkezett a helybeli Fritz Rodenwald tanártól, hogy kiadó lakásában valószínűleg a RAF emberei akarnak megszállni. A rendőrség figyelni kezdte a bérelt lakás környékét, majd letartóztatták a terroristákat. Meinhofot a kölni ügyészség vizsgálati fogházába vitték, itt 1973 februárjáig tartották fogva és a külvilágtól teljesen elszigetelték. Meinhof ennek ellenére sikeresen kijuttatta „Brief aus dem Toten Trakt” című írását a cellából, amely kiváltotta a közvélemény rokonszenvét. 1974 novemberében az Axel Springer kiadó hamburgi székháza elleni merényletekben való részvételért 8 évi börtönbüntetést kapott. 1975. május 21-én kezdődött perében négyszeres gyilkosságért és többszörös gyilkossági kísérletért vonták felelősségre, ám ebben a perben nem született ítélet.
A városi gerilla akciói sohasem, sohasem irányulnak a nép ellen. Azok mindig az imperialista apparátus elleni akciók. A városi gerilla az állam terrorizmusa ellen harcol.
1976. május 9-én a börtön munkatársa a 719-es cellában az ablakrácsra felakasztva találta Meinhofot. A hatósági vizsgálat szerint Meinhof felakasztotta magát, idegenkezűségre utaló nyomot nem találtak a cellában. Ugyanerre a megállapításra jutott a nővére kérésére elindított vizsgálat is. Meinhof öngyilkosságában valószínűleg közrejátszott a csoport más tagjaival való szembekerülés is. Meinhof halálának híre tiltakozásokat váltott ki NSZK-szerte és támadások érték az ország külképviseleteit is. Több németországi temető is megtagadta, hogy a terroristanőt sírkertjében helyezzék nyugalomra. Végül a berlini Marienhof temetőjében találtak számára sírhelyet, ahol 1976. május 15-én temették el. Temetésén 4000 tüntető vett részt, köztük Rudi Dutschke.

## Fordítás
- Ez a szócikk részben vagy egészben  az   Ulrike Meinhof című német Wikipédia-szócikk ezen változatának fordításán alapul.  Az eredeti cikk szerkesztőit annak laptörténete sorolja fel. Ez a jelzés csupán a megfogalmazás eredetét és a szerzői jogokat jelzi, nem szolgál a cikkben szereplő információk forrásmegjelöléseként.